# De Nederlanden van 1845 (Arnhem)
De Nederlanden van 1845 is een kantoorgebouw in de Nederlandse stad Arnhem. Het gebouw is in de jaren 1938-1939 gebouwd naar ontwerp van Willem Dudok in opdracht van verzekeringsmaatschappij De Nederlanden van 1845. Dudok ontwierp het gebouw in de stijl van het nieuwe bouwen, onderdeel van het functionalisme.
Het gebouw staat aan het Willemsplein en voor de bouw moesten twee panden wijken: een bankgebouw van de Betuwsche bank en een hotel. Voor deze locatie werd gekozen vanwege de ligging nabij het treinstation, nabij een knooppunt van tramwegen en de uitvalswegen naar het westen. Het gebouw volgt de kromming van de doorgaande weg en qua uiterlijk werd er aansluiting gezocht bij de bestaande HBS en de tegenoverliggende Fromberghuizen. Een opvallend element is het glazen trappenhuis. Het gebouw is later in gebruik geweest als ANWB-kantoor en als vestiging van uitzendbureau Randstad. In 2006 is het gebouw gerenoveerd, waarna de Rabobank een vestiging in het gebouw heeft geopend.
Het gebouw is in 2000 aangewezen als rijksmonument.

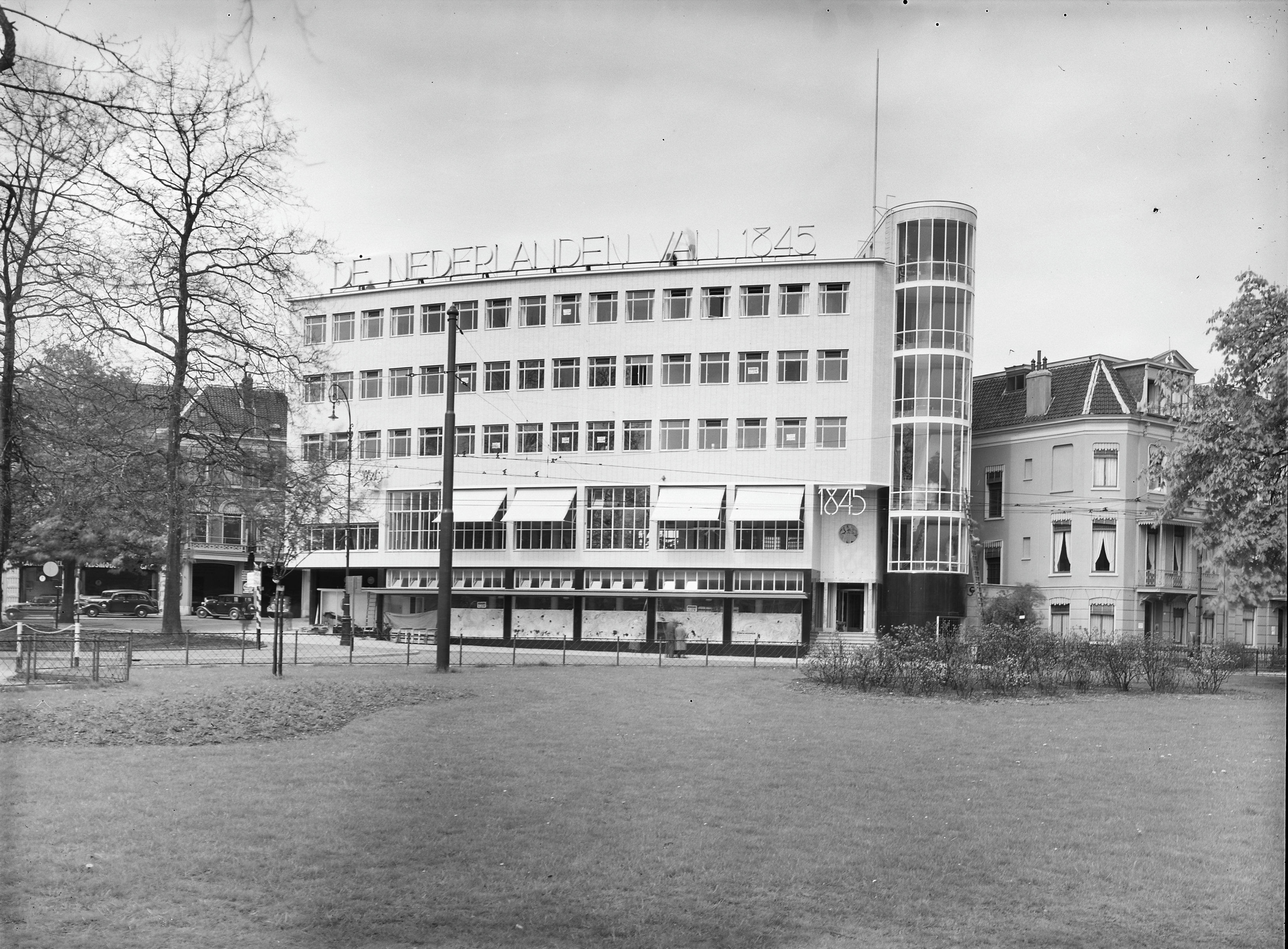
Het gebouw na oplevering in 1939
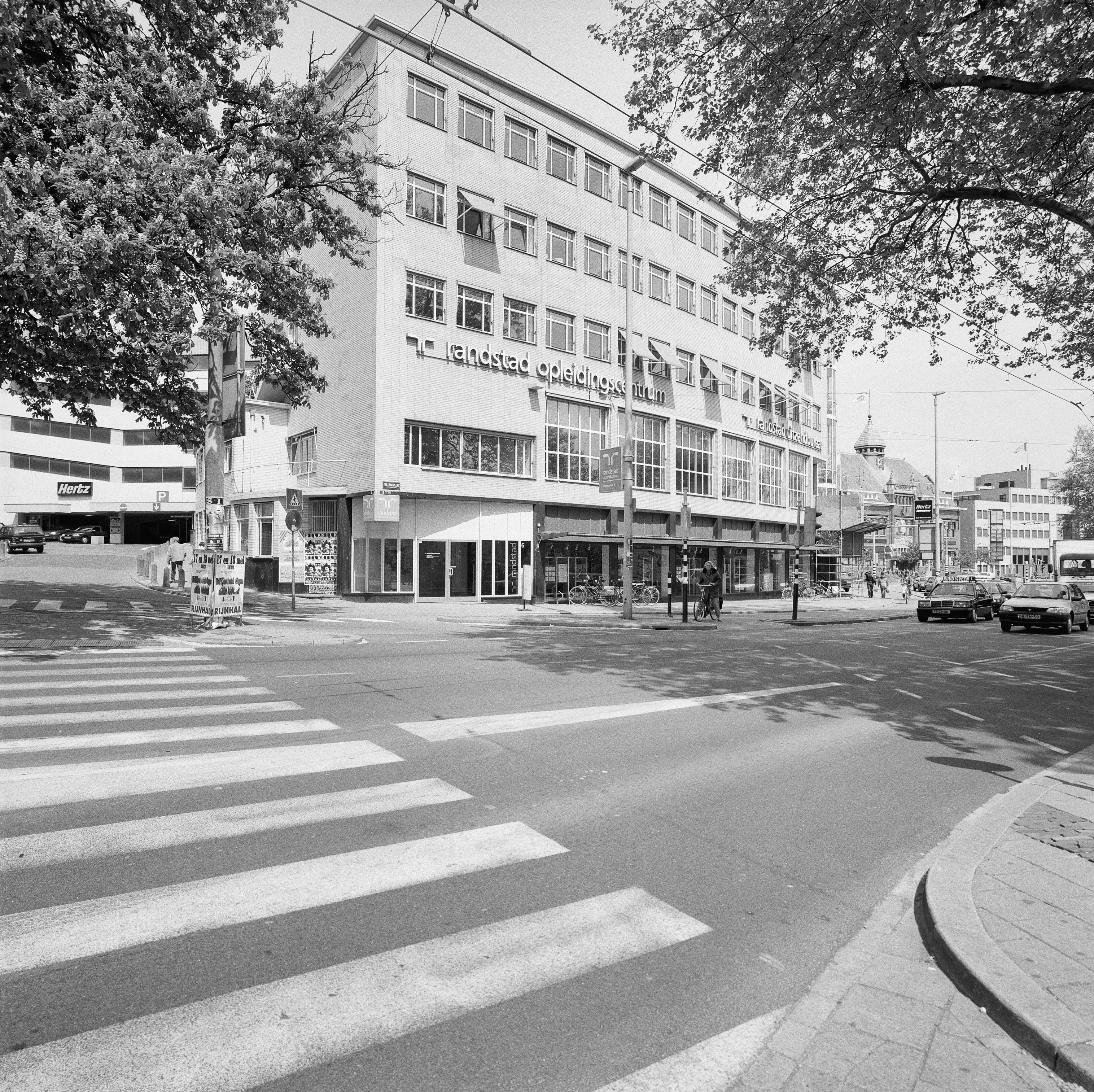
Het gebouw in 1994
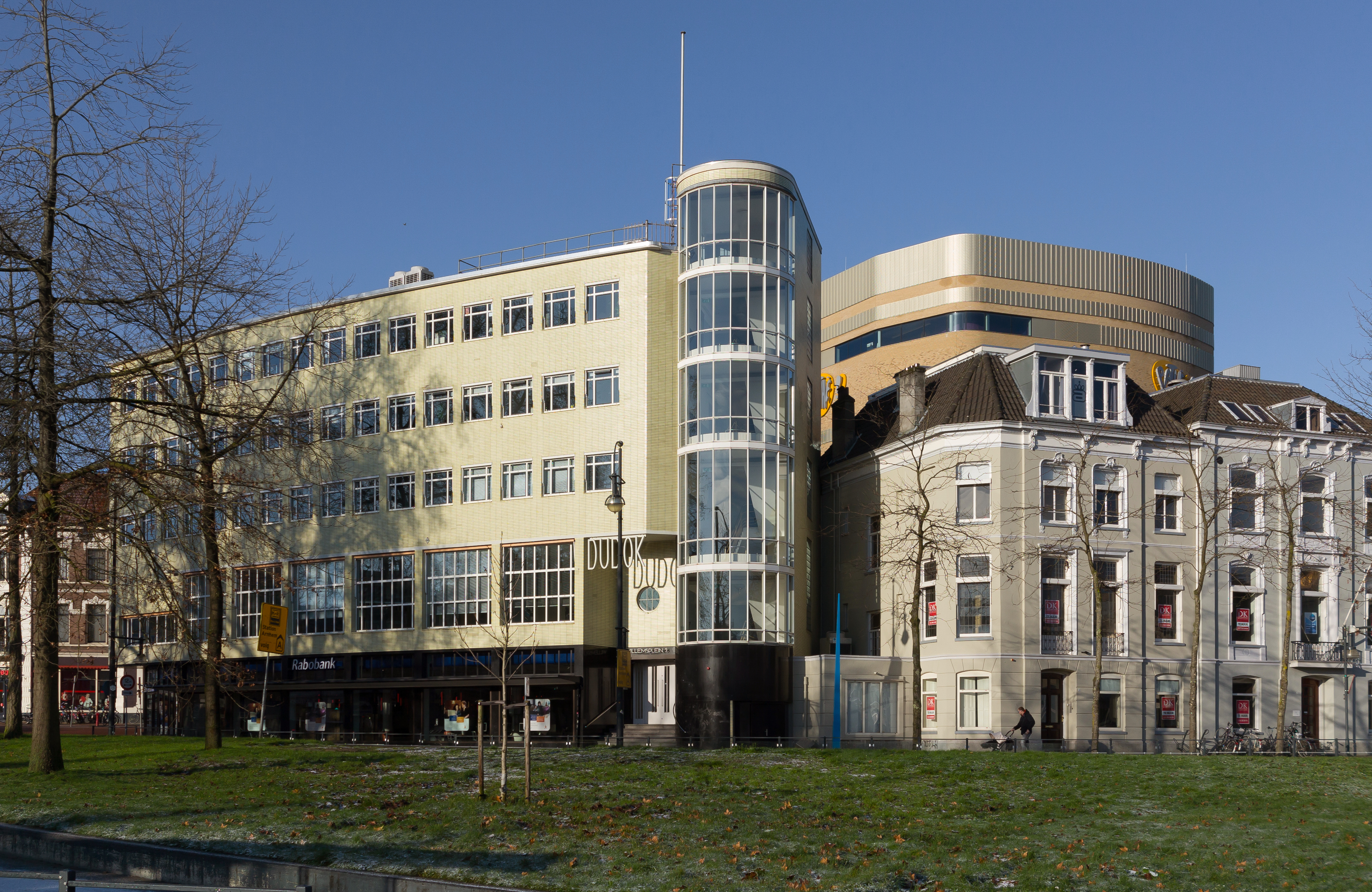
Het gebouw in 2016. Het vormt met zijn buren een ensemble van verschillende bouwstijlen.